# 藤田恒春
藤田 恒春（ふじた つねはる、1952年 - ）は、日本の歴史学者。

## 人物
滋賀県生まれ。1979年、関西大学大学院博士課程前期課程修了。関西大学と京都橘大学に在籍し、現在は京都橘大学非常勤講師。
戦国時代から安土桃山時代の近江国と、特に豊臣秀次を研究。
歴史学者の藤井譲治は藤田の著書『小堀遠江守正一発給文書の研究』の書評において、藤田が文献の蒐集を広範に行っていることを指摘し「この博捜ぶりは氏の真骨頂とするところである」と評している。

## 著書
- 『豊臣秀次の研究』文献出版 2003
- 『小堀遠江守正一発給文書の研究』東京堂出版 2012

### 編共著
- 駒井重勝『駒井日記』増補 編校訂 文献出版 1992
- 『滋賀県の歴史』畑中誠治,井戸庄三,林博通,中井均,池田宏共著 山川出版社 1997
- 日本歴史学会 編『豊臣秀次』吉川弘文館〈人物叢書280〉、2015年3月1日。ISBN 978-4-642-05273-3。